# (10795) Babben
(10795) Babben (1992 EB5) – planetoida z pasa głównego asteroid okrążająca Słońce w ciągu 5,76 lat w średniej odległości 3,21 j.a. Została odkryta 1 marca 1992 roku.